# Rivolgete a lui lo sguardo
Rivolgete a lui lo sguardo (Volver a él la mirada), K. 584 es un aria para barítono compuesta por Wolfgang Amadeus Mozart.
En un principio pertenecía a Così fan tutte, KV 588, pero empezó a vivir como página independiente cuando Mozart la sustituyó por el aria Non siate ritrosi (n.º 15 del acto I), con la intención de conferir a la escena una mayor concisión dramática. 
Rivolgete a lui lo sguardo, página de las más brillantes de todo el repertorio mozartiano y quizás el aria bufa más notable jamás escrita[cita requerida], estaba destinada a la fascinante voz de Francesco Benucci, quien estrenó la ópera como Gugliemo.